# Leonardo Costa
Leonardo Costa (* Januar 2008 in München) ist ein deutscher Schach-Großmeister. Am 20. August 2022 wurde er mit 14 Jahren Deutscher Meister, womit er der bisher mit Abstand jüngste Träger dieses Titels ist.

## Schachkarriere und Erfolge
Im Alter von viereinhalb Jahren begann Costa mit dem Schachspiel. Er spielte zunächst gegen seinen Vater Vincenzo, der ihm aber bald nicht mehr gewachsen war. Mit sechs Jahren spielte er im Verein SK München Südost und gewann in diesem Alter auch einen Jugend-Schachpokal gegen 34 Kinder im Alter von bis unter 12 Jahren. Im Juni 2017 wurde er Deutscher Meister U10, im Juni 2019 Deutscher Vizemeister U12 und im August 2021 Deutscher Meister U14. Im Dezember 2021 beschloss die Kommission für Leistungssport des Deutschen Schachbundes eine Sonderförderung für ihn, mit der er langfristig den Sprung in die deutsche Nationalmannschaft und vielleicht sogar die Weltspitze schaffen soll.
Bei der 93. Deutschen Schachmeisterschaft in Magdeburg 2022 siegte Costa, obwohl nur an 24. Stelle gesetzt, in einem Feld mit mehreren Internationalen und Großmeistern und errang den Titel des Deutschen Meisters. Damit ist er 2023 beim (deutlich höherrangigen) German Masters teilnahmeberechtigt. Dieser hätte im Juli 2023 in Braunschweig stattfinden sollen, musste wegen finanzieller Probleme des Deutschen Schachbundes jedoch abgesagt werden und fand dann im Dezember 2023 in Rosenheim statt. Costa wurde mit 3,5 aus 9 Punkten Siebter, wobei es ihm gelang, seinen Lehrer Michael Prusikin zu schlagen, der Neunter wurde.
Bei den U14 Jugendweltmeisterschaften 2022 in Mamaia belegte er den 15. Platz, nachdem er in der vorletzten Runde klar auf Gewinn stehend einzügig die Partie eingestellt hatte; ansonsten hätte er den geteilten dritten Platz erreicht.
Nachdem er im September 2021 die Elo-Marke von 2300 überschritten hatte, erhielt er mit dem FIDE-Meister seinen ersten FIDE-Titel.
2024 wurde ihm auf der 1. FIDE-Sitzung im April 2024 der Titel eines Internationalen Meisters verliehen, nachdem er die drei notwendigen Normen bei der Deutschen Meisterschaft 2022 sowie bei zwei Turnieren in Ungarn geholt und die Elogrenze von 2400 überschritten hatte.
Die erste der drei für den Großmeistertitel notwendigen Normen erreichte Costa beim Budapesti Spring Festival A als geteilter Erster mit 7 Punkten aus 9 Partien. Die zweite Norm gelang ihm in der österreichischen Bundesliga in der Saison 2024/2025, in der er für den Schachclub MPÖ Maria Saal 6,5 Punkte aus 10 Partien holte. Die dritte Norm schaffte er beim größten Turnier der Welt, dem grenke Open in Karlsruhe mit rund 3000 Teilnehmern, bei dem er 6,5 Punkte aus 9 Partien erzielte. Da er bereits im November 2024 die notwendige Elozahl von 2500 erreicht hatte, hätte üblicherweise eine Verleihung des Titels auf der nächsten FIDE-Sitzung Ende Mai 2025 erfolgen sollen, doch Costa erfuhr kurz vor der Deutschen Meisterschaft, dass der vom DSB bei der FIDE eingereichte Titelantrag abgelehnt worden war: Bei seiner ersten Norm in Budapest war die Auslosung so vorgenommen worden, dass kein Israeli auf einen Iraner treffen konnte, da der Iran es allen Sportlern verbietet, gegen Israelis anzutreten. Diese Auslosungsregelung verstieß aber gegen die Statuten der FIDE für Normen, so dass Costas Ergebnis nicht für Titelnormen gewertet wurde. Danach gelang Costa aber bei den Deutschen Meisterschaften 2025 mit 4,5/9 und einer Elo-Leistung von 2611 erneut eine Großmeisternorm zu erzielen, so dass die Titelbedingungen abschließend erfüllt waren.
Der erste Trainer war Thomas Beckers. Danach war Nadja Jussupow seine Trainerin, seit 2018 war dies hauptsächlich Michael Prusikin, seit 2024 ist es Pawlo Eljanow.

## Privates
Costa lebt mit seinen Eltern und einer Schwester in Neubiberg bei München. Nach eigenen Angaben ist er ein guter, aber kein überragender Schüler.